# Phrynocephalus scutellatus
Phrynocephalus scutellatus är en ödleart som beskrevs av  Olivier 1807. Phrynocephalus scutellatus ingår i släktet Phrynocephalus och familjen agamer. Inga underarter finns listade i Catalogue of Life.